# 赤峰駅
赤峰駅（せきほうえき、モンゴル語：ᠤᠯᠠᠭᠠᠨ
ᠬᠠᠳᠠ
ᠥᠷᠲᠡᠭᠡ　転写：Ulaɣan qada ortege）は中華人民共和国内モンゴル自治区赤峰市紅山区站前街に位置する中国国鉄瀋陽鉄路局が管轄する駅である。

## 所属路線
- 中国国鉄
  - 京通線：昌平駅起点より454km、北京北駅より486km、通遼駅終点まで350km
  - 葉赤線：本駅終点、葉柏寿駅起点より146.9km
  - 赤大白線：本駅起点、白音華駅終点まで331km

## 駅構造
- 単式ホーム1面、島式ホーム2面の地上駅である。

## 利用状況
2010年1月現在、毎日26本の旅客列車が発着する。なお、2010年1月現在赤大白線は貨物列車のみ運行されている。

## 歴史
- 1935年9月 - 葉赤線の開通[2]に伴い開業した。
- 1979年11月 - 駅を拡張し、駅舎も新築した[3]。
- 2007年12月 - 高いホームを1面新設した[4]。
- 2008年1月23日 - 旧駅舎跡に建てた新駅舎を使用開始した[5]。
- 2009年 - 駅前広場の拡張工事を行った[6]。

## 隣の駅
中国国鉄
京通線
赤峰西駅 - 赤峰駅 - 赤峰東駅
葉赤線
赤峰駅 - 赤峰東駅
赤大白線
赤峰西駅 - 赤峰駅